# Étienne Laspeyres
Ernst Louis Étienne Laspeyres [lasˈpaɪrəs] (ook Ernst Ludwig Stephan Laspeyres; Halle, 28 november 1834 – Gießen, 4 augustus 1913) was een Duits econoom en statisticus.
Étienne Laspeyres stamt uit een Zuid-Franse Hugenoten-familie, die reeds in de 17e eeuw naar Berlijn verhuisde. Zijn Franse afkomst verklaart de voornamen Louis en Étienne. Zijn vader was jurist Ernst Adolf Theodor Laspeyres, en zijn broers de mineraloog Ernst Adolf Hugo Laspeyres en de architect Paul Laspeyres.
Van 1853 tot 1859 studeerde Laspeyres recht en kameralistiek (een politiek-economische stroming) aan de gerenommeerde universiteiten van Tübingen, Berlijn, Göttingen, Halle en Heidelberg. In 1857 promoveerde hij in Halle en in 1860 in Heidelberg. Vanaf dat jaar doceerde hij aan verschillende instellingen, onder meer de universiteiten van Heidelberg, Bazel, Riga (Letland), Tartu (Estland), Karlsruhe, en ten slotte de Gießen, waar hij tot 1900 werkte, in 1881/82 als rector.
De Laspeyres-prijsindex, die hij in 1871 ontwikkelde, is naar hem vernoemd. Dit is de basis voor de berekening van veel actuele indices zoals de Belgische gezondheidsindex en de Duitse DAX-aandelenindex.
- Gemeinsame Normdatei: 116002069
- International Standard Name Identifier: 0000 0001 0969 0907
- Library of Congress Control Number: n90661482
- Nationale Bibliotheek van Israël: 987007277564305171
- Nederlandse Thesaurus van Auteursnamen: 074599887
- Virtual International Authority File: 47502749